# معركة شامبانيا الثانية
معركة شامبانيا الثانية (بالفرنسية: Bataille de Champagne، بالألمانية: Herbstschlacht، [معركة الخريف]) في الحرب العالمية الأولى كانت هجومًا فرنسيًاضد الجيش الألماني في شامبانيا تزامن مع معركة أرتوا الثالثة في الشمال وانتهت بانتصار ألماني.

## معركة
في 25 سبتمبر 1915، هاجمت عشرون فرقة من الجيش الثاني والجيش الرابع من مجموعة الجيوش المركزية للجنرال إدوارد دي كاستيلنو، في الساعة 9:15 صباحًا، مع كل فرقة على جبهة 1400-1800 متر. وتبع ذلك صف ثانٍ من سبع فرق، مع فرقة مشاة واحدة وست فرق من سلاح الفرسان في الاحتياط. احتفظت ست فرق ألمانية بالخط المقابل، في الموقع الأمامي وموقع احتياط أبعد. استفاد مراقبو المدفعية الفرنسيون من الطقس الجيد ولكن في ليلة 24/25 سبتمبر، بدأت الأمطار الغزيرة وظلت حتى الظهر.
تم اجتياح الجبهة الألمانية في أربعة أماكن، ووصلت اثنتان من الاختراقات إلى مواقع الاحتياط، حيث منعت الأسلاك الشائكة غير المقطوعة الفرنسيين من التقدم أكثر. في جزء من الخط، استمر قصف المدفعية الفرنسية بعد الاستيلاء على الخط الألماني الأول، مما تسبب في خسائر فرنسية. أسر الفرنسيون 14,000 أسيرًا وعدة مدافع، لكن الخسائر الفرنسية كانت كبيرة أيضًا؛ فقد توقع الألمان الهجوم الفرنسي، بعد أن تمكنوا من مراقبة الاستعدادات الفرنسية من المرتفعات. بُذل الجهد الدفاعي الألماني الرئيسي في مواقع الاحتياط حيث تم سحب الجزء الأكبر من المدفعية الميدانية الألمانية خلفه. لم يحقق هجوم مساند من قبل الجيش الفرنسي الثالث على أن أي تقدم. سدت الاحتياطيات الألمانية، بقيادة فالكنهاين، الثغرات في الخطوط الألمانية.
خصص القائد العام الفرنسي جوزيف جوفري فرقتين احتياطيتين وأمر المجموعة العسكرية الشرقية بإرسال جميع ذخيرة مدافع الميدان عيار 75 ملم، باستثناء 500 طلقة لكل مدفع، إلى الجيشين الثاني والرابع. في 26 سبتمبر، هاجم الفرنسيون مرة أخرى، واقتربوا من مواقع الاحتياط على جبهة بطول 7.5 ميل (12.1 كم) وحصلوا على موطئ قدم في مكان واحد. أُسر 2000 جندي ألماني آخر ولكن الهجمات على مواقع الاحتياط من 27 إلى 29 سبتمبر، واخترقت في 28 سبتمبر. استعاد هجوم مضاد ألماني في اليوم التالي الأرض، وكان معظمها على منحدر عكسي، مما حرم المدفعية الفرنسية من المراقبة الأرضية. علق جوفري الهجوم حتى يتم توفير المزيد من الذخيرة وأمر بتوحيد الأرض التي تم الاستيلاء عليها وسحب وحدات سلاح الفرسان. استمرت الهجمات الفرنسية الأصغر حجمًا ضد المواقع الألمانية البارزة من 30 سبتمبر إلى 5 أكتوبر.  
في 3 أكتوبر، تخلى جوفري عن محاولة تحقيق اختراق في شامبانيا، وأمر القادة المحليين بخوض معركة استنزاف، ثم أنهى الهجوم في 6 نوفمبر. وقد تقدم الهجوم بالخط الفرنسي لحوالي 2.5 ميل (4 كم)، بتكلفة تقدر بنحو 100,000 إصابة فرنسية وبريطانية (في أرتوا) مقابل خسائر ألمانية أقل. هاجم الفرنسيون في شامبانيا بـ 35 فرقة مقابل ما يعادل 16 فرقة ألمانية. وعلى جبهة شامبانيا، أطلقت الجيوش الرابعة والثانية والثالثة 2,842,400 مدفعية ميدانية و577,700 قذيفة ثقيلة، والتي استنفدت، مع الاستهلاك خلال معركة أرتوا الثالثة في الشمال، مخزون الذخيرة الفرنسي.

## العواقب

### تحليل الجبهة

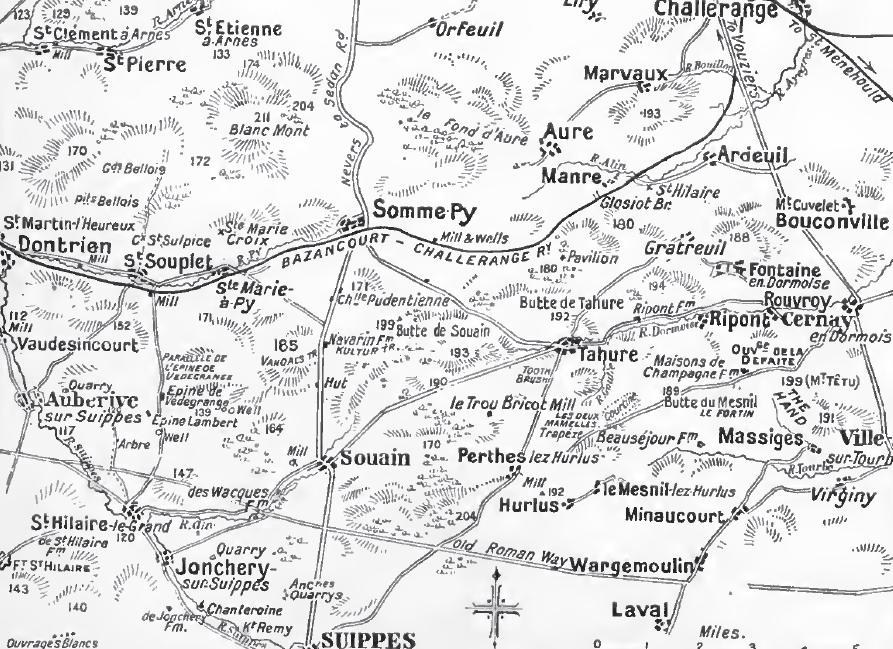
جبهة معركة شمبانيا، 1915

كانت الأساليب والمعدات الفرنسية غير كافية لمتطلبات حرب الخنادق وتبع ذلك هدوء حيث أراح الفرنسيون الناجين من الهجوم وعوضوا الخسائر وراكموا المزيد من المعدات والذخيرة.  لم تتمكن المدفعية الفرنسية من تدمير المدفعية الألمانية، التي كانت تقع غالبًا على المنحدرات العكسية لتلال شمبانيا.  هاجمت بعض الأفواج الفرنسية مع عزف الفرق الموسيقية وتلويح أعلام أفواجهم.  في 22 أكتوبر، ادعى جوفري أن هجوم الخريف قد أسفر عن مكاسب تكتيكية مهمة وأوقع العديد من الضحايا وحقق تفوقًا أخلاقيًا على الألمان وأن نقص المدفعية فقط هو الذي أدى إلى الفشل في تحقيق الأهداف الاستراتيجية للهجوم. لإبقاء أكبر عدد ممكن من القوات الألمانية بعيدًا عن الجبهة الشرقية، يجب أن تستمر العمليات الهجومية ولكن يجب إبقاء القوات في خط المواجهة عند الحد الأدنى خلال فصل الشتاء وكان من المقرر صياغة استراتيجية جديدة. 
جُمعت الأسس النظرية للهجمات الفرنسية عام 1915 في وثيقة "الغرض وشروط العمل الهجومي الجماعي"، 16 أبريل 1915، ومشتقتها، الملاحظة 5779، والتي جُمعت من تحليلات التقارير الواردة من الجبهة منذ عام 1914. احتوت الوثيقة على تعليمات حول تكتيكات التسلل، والقصف المتواصل، والغازات السامة، والتي كان من المقرر استخدامها بشكل منهجي في المعارك المستمرة لإحداث اختراق.   كان من المقرر أن تُدار المعركة المستمرة من خلال التقدم خطوة بخطوة عبر المواقع الدفاعية الألمانية المتتالية. كان من المقرر شن هجمات منهجية في كل مرة، وستستهلك احتياطيات المشاة الألمانية بلا هوادة. ستنهار الدفاعات الألمانية في النهاية، مما يجعل الهجوم الاختراقي ممكنًا. ستحافظ الأساليب الأبطأ والمتعمدة على المشاة الفرنسيين وهم يخترقون الدفاعات العميقة التي بناها الألمان منذ عام 1914.

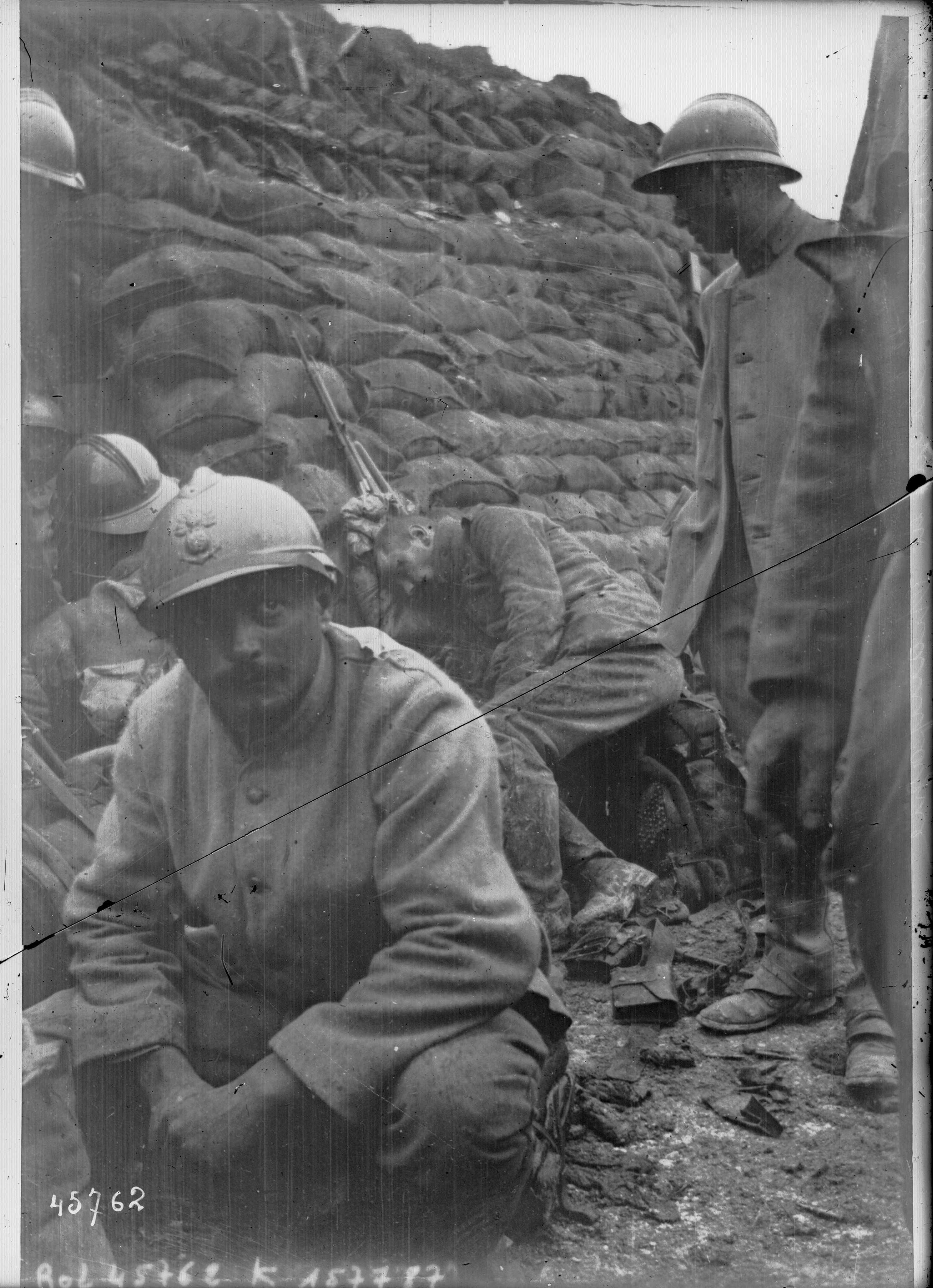
جنود فرنسيون في خط خندق بالقرب من شامبانيا (1915)

في معارك الخريف، تفوق الحلفاء على الجيش الألماني في الغرب بعدد 600 كتيبة مشاة، لكنهم لم يحققوا اختراقًا؛ بعد اليوم الأول من الهجوم، جعلت التعزيزات الألمانية من المستحيل تحقيق ذلك. عادت عدة فرق ألمانية من الجبهة الشرقية، لكنها كانت متعبة وقليلة القيمة. قلل القائد العام الألماني، الجنرال إريش فون فالكنهاين، من احتمالية شن هجوم، وأبقى احتياطي القيادة العليا للجيش الألماني منتشرًا على طول الجبهة الغربية، بدلاً من تركيزه في المناطق المهددة. وجدت المراجعات الفرنسية للهجوم أن احتياطياتهم قد اقتربت من الجبهة، مستعدة لاستغلال الاختراق، وتقدمت في الوقت المحدد. أصبحت القوات متجمعة مع الفرق الرائدة، وسدت خطوط الاتصال، وتكبدت العديد من الخسائر أثناء توقفها. فشلت الاتصالات، وكان القادة على جهل بالوضع، وكان تنسيق المدفعية مع المشاة ضعيفًا، وأدى المطر إلى توقف طائرات مراقبة المدفعية الفرنسية. استنتج العديد من القادة الفرنسيين أنه لا يمكن فرض اختراق في هجوم واحد وأن الأمر سيستغرق عدة معارك محددة لجعل المدافعين ينهارون ويصبحون غير قادرين على منع العودة إلى العمليات المتنقلة.
أشار التقرير الألماني، تجارب الجيش الثالث في معارك الخريف في شمبانيا، 1915، إلى أن الدفاع العنيد عن أكثر المواقع تقدمًا قد فشل عدة مرات. ألحق الفرنسيون أضرارًا بالغة بالتحصينات الميدانية الألمانية وقطعوا عوائق الأسلاك الشائكة أمامهم من خلال قصف مدفعي طويل. لم يتم اقتحام الموقع الثاني وأفاد الجيش الثالث أن قرار بنائه قد تم تبريره، حيث كان على الفرنسيين تعليق هجماتهم حتى يتم تحريك المدفعية إلى الأمام، الأمر الذي استغرق حتى 4 أكتوبر. لم يتم الحفاظ على زخم الاختراق الأولي، لأن القوات الفرنسية المتجمعة إلى الأمام أصبحت غير منظمة، مما جعل من المستحيل ترتيب هجمات منسقة. وقيل إن الأسرى الفرنسيين قالوا إنه لم يكن هناك تنظيم منهجي للاحتياطيات لاستغلال الاختراق وخلصوا إلى الرأي القائل بأنه لا يزال من الممكن حدوث اختراق. 
أدى نقص القوات إلى استحالة قدرة الألمان على الرد بهجمات مضادة منهجية ولكن بهجمات أصغر (هجمات مضادة متسرعة شنتها القوات في المنطقة المجاورة)، نجحت ضد الوحدات الفرنسية التي أضعفتها الخسائر، والتي لم يكن لديها الوقت الكافي لتعزيز الأراضي التي استولت عليها. أُوصي بتوفير هذه الاحتياطيات عن طريق تقليل عدد القوات الألمانية في خط المواجهة، بحيث يصبح رجل واحد كل 2-3 متر كافيًا. لقد أدى التعاون بين جميع الأسلحة، والمساعدة من القطاعات المجاورة، واستغلال التحركات الجانبية إلى هزيمة الهجوم الفرنسي. وأُوصي ببناء المزيد من النقاط القوية المتوسطة، المُصممة للدفاع الشامل، بين الموقعين الأول والثاني. كان الدفاع عن الموقع الأول لا يزال هو الهدف، لكن الدفاعات العميقة ستُبدد تأثير الاختراق وتُجبر المهاجمين على شن هجمات فردية عديدة على الأرض حيث تكون المعرفة المحلية وإعداد الدفاعات مفيدًا للمدافعين. يجب تأمين نقاط المراقبة من الهجوم، والتعامل مع تقارير الاستطلاع على الفور، وجعل خطوط الاتصال قوية قدر الإمكان. كان مجال إطلاق النار الواسع غير ضروري، ويجب الاستغناء عنه، لجعل كل جزء من الموقع قابلاً للدفاع بوضعه على منحدرات عكسية، مخفيًا عن المراقبة الأرضية. 
في مذكراته (1919)، كتب فالكنهاين أن معركة الخريف أظهرت أنه على الجبهة الغربية، لم تكن الكمية كافية لهزيمة الجيوش التي كانت تلجأ إلى الدفاعات الميدانية
... الدروس المستفادة من فشل هجمات أعدائنا الجماعية حاسمة ضد أي محاولة لتقليد أساليبهم القتالية. لا يمكن اعتبار محاولات تحقيق اختراق جماعي، حتى مع التراكم الهائل للأفراد والعتاد، بمثابة إرجاء لآفاق النجاح.

وأن الخطط التي وُضعت سابقًا عام 1915 لشن هجوم على فرنسا قد عفا عليها الزمن. كان على فالكنهاين أن يُعالج الدروس المتناقضة للحرب منذ عام 1914، وأن يجد سبيلًا لإنهائها بشكل يصب في مصلحة ألمانيا، وهو ما بلغ ذروته في معركة فردان عام 1916، عندما حاول فالكنهاين حثّ الفرنسيين على تكرار الفشل المُكلف لمعركة شامبانيا الثانية. 

### الخسائر
كان الهجوم مخيباً للآمال بالنسبة للفرنسيين. فعلى الرغم من "هجومهم المتتالي" الجديد، إلا أنهم لم يحققوا سوى تقدم سريع خلال الوقت الذي استغرقه الألمان لسحب الاحتياطيات من أماكن أخرى ودفعهم إلى الأمام. تكبد الفرنسيون 145,000 إصابة، مقابل 72,500 إصابة ألمانية، (أعطى فولي 97,000 إصابة بناءً على التاريخ الرسمي الألماني). أسر الفرنسيون 25,000 واستولوا على 150 مدفعًا. وفي التاريخ الرسمي الألماني، ذٌكرت الخسائر الفرنسية في الجيوش الرابع والثاني والثالث من 25 سبتمبر إلى 7 أكتوبر على أنها 143,567. وتكبد الجيش العاشر 48,230 إصابة أخرى من 25 سبتمبر إلى 15 أكتوبر و56,812 إصابة في الجيش البريطاني الأول من 25 سبتمبر إلى 16 أكتوبر، بإجمالي حوالي 250,000 إصابة مقابل حوالي 150,000 جندي في الجيوش الألمانية، منهم 81,000 ضحية تكبدت في معركة شمبانيا من 22 سبتمبر إلى 14 أكتوبر. سجل التاريخ الرسمي الفرنسي 191,795 ضحية في القتال في الشمبانيا وأرتوا.

## ملحوظات
1. ↑  أدت المراجعات الخاصة بتجارب الهجمات إلى صياغة جديدة، وهي تعليمات حول المعركة الهجومية للوحدات الكبيرة، 26 يناير 1916.[10]

## قراءة إضافية
- Clodfelter، Micheal (2017). Warfare and Armed Conflicts: A Statistical Encyclopedia of Casualty and Other Figures, 1492–2015 (ط. 4th). Jefferson, NC: McFarland & Co. ISBN:978-0-7864-7470-7.
- Goya, M. (2018) [2004]. Flesh and Steel During the Great War: The Transformation of the French Army and the Invention of Modern Warfare (بالإنجليزية). Translated by Uffindell, A. (1st trans. La chair et l'acier: l'armée française et l'invention de la guerre moderne (1914–1918) Éditions Tallandier, Paris ed.). Barnsley: Pen & Sword Military. ISBN:978-1-47388-696-4.
- Greenhalgh، Elizabeth (2014). The French Army and the First World War. Cambridge: Cambridge University Press. ISBN:978-1-107-60568-8.
- Loßberg، Fritz von (2017). Lossberg's War: The World War I Memoirs of a German Chief of Staff. Foreign Military Studies. ترجمة: Zabecki، D. T.؛ Biedekarken، D. J. Lexington, KY: University Press of Kentucky. ISBN:978-0-8131-6980-4. Translation of Meine Tätigkeit im Weltkriege 1914–1918 (Verlag von E. S. Mittler & Sohn, Berlin 1939) 750446459

## روابط خارجية
- وسائط متعلقة بـ Second Battle of Champagne في كومنز.